# Eriocraniella aurosparsella
Eriocraniella aurosparsella är en fjärilsart som beskrevs av Walsingham 1880. Eriocraniella aurosparsella ingår i släktet Eriocraniella och familjen purpurmalar. Inga underarter finns listade i Catalogue of Life.